# Pseuduvaria grandifolia
Pseuduvaria grandifolia är en kirimojaväxtart som först beskrevs av Otto Warburg, och fick sitt nu gällande namn av James Sinclair. Pseuduvaria grandifolia ingår i släktet Pseuduvaria och familjen kirimojaväxter. Inga underarter finns listade i Catalogue of Life.